# روبرت روي
روبرت روي (7 أكتوبر 1948 في نيوزيلندا - ) (بالإنجليزية: Robert Roy)‏ هو لاعب كريكت نيوزلندي.

## وصلات خارجية
- روبرت روي على موقع إي آس بي آن كريك إنفو (الإنجليزية)